# 佩尔蒂·科伊武拉赫蒂
佩尔蒂·科伊武拉赫蒂（芬蘭語：Pertti Koivulahti，1951年6月7日—2019年3月11日），芬兰男子冰球运动员，场上位置是前锋。他曾代表芬兰国家队参加1976年冬季奥林匹克运动会冰球比赛，获得第四名。